# Mortier de 150 mm de tranchée modèle 1917 Fabry
Le Mortier de 150 mm T Modèle 1917 Fabry, est un mortier de tranchée lourd français de la Première Guerre mondiale. Il est resté en service jusqu'en 1940, avec environ 1 159 exemplaires disponibles pendant la drôle de guerre. 
Ce mortier est le seul de l'arsenal français de l'époque à être doté d'un mécanisme de recul hydraulique (en). La munition (une bombe à ailette de 17kg) est chargée par la bouche. Contrairement à d'autres pièces d'artillerie de tranchée française de l'époque, le mortier Fabry est démontable en trois fardeaux transportables avec des chevaux (le segment le plus lourd pesant 170 kg).